# Хосе де Рибера
 Тази статия е за испанския художник.  За града в Сицилия вижте Рибера (Италия).  
Хосе де Рибера (на испански: Josep de Ribera / José de Ribera), известен още и с италианизираното Джузепе Рибера, е испански бароков художник, роден през 1591 г., починал през 1652 г.
Рибера е един от водещите майстори от испанската школа, въпреки че зрелият му творчески период преминава почти изцяло в Италия. Той е сред най-изявените Караваджисти, стил наричан още „тенебризъм“.
Повечето му произведения в наши дни са изложени в музеите: Прадо – Мадрид, Лувър – Париж и Националната галерия в Лондон.

## Ранни години
Хосе де Рибера е роден на 12 януари 1591 г. в градчето Хатива близо до Валенсия, Испания. Баща му е бил обущар от голям калибър. Родителите му са желали за своя син кариера в литературата или в науките, като медицина и право, но Рибера пренебрегва техния избор и чиракува при бележития испански художник Франциско Рибалта във Валенсия. Изпълнен с копнеж да учи изкуство в Италия, той заминава за Рим, преминавайки и през Парма, където, според записи, е бил през 1611 г. Според някои източници, един кардинал го вижда да прерисува фреските от фасадата на един римски дворец и го прибира при себе си. Римските художници му дават прякора „Lo Spagnoletto“.
Рибера става последовател в стила си на прославения италиански художник Караваджо, един от т.нар. тенебристи – стил, характеризиращ се с остър контраст между светлина и сянка. Той живее в Рим в периода 1613 – 1616 г., където се сдружава с други караваджисти, сред които холандците Герит ван Хонторст и Хендрик тер Бруген. През 1616 г. Рибера се премества в Неапол, според някои за да избегне кредиторите си, а също и заради годежа му с дъщерята на неаполитанския художник Джовани Бернардино Азолини.

## Неаполитански период
Кралство Неапол по това време е част от испанската империя и е управлявано от испански вицекрале. Националността на Рибера спомага той моментално да бъде причислен към малобройната испанска управляваща общност. Художникът започва да подписва творбите си с „Jusepe de Ribera, Español“ или „Jusepe de Ribera, Spaniard“. Той бързо привлича вниманието на тогавашния вицекрал – херцогът на Осуна, който му възлага множество големи поръчки в които се забелязва влияние и от друг италиански майстор – Гуидо Рени.
Периодът след отзоваването на херцога през 1620 г. изглежда е бил труден за художника. Малко негови картини оцеляват от годините 1620 – 1626. В края на 1620-те кариерата на Рибера се оживява отново, след което той бива окончателно приет като един от водещите неаполитански автори. Въпреки че никога не се завръща в Испания, много от творбите му са отнесени в родината му от управляващата класа и от пътуващи търговци на произведения на изкуството. Влиянието му може да бъде видяно сред много испански художници от тази епоха, сред които и водещи майстори като Диего Веласкес и Мурильо.
След 1644 г. Рибера страда от значителни здравословни проблеми, което ограничава възможността му да работи самостоятелно, въпреки че ателието му продължава да изпълнява поръчки. През 1647 – 48 г., по време на революционните движения срещу испанското владичество, художникът е принуден да потърси убежище за семейството си в двореца на вицекраля за няколко месеца.
През 1651 г. Рибера продава голямата си къща, която притежава от години. Умира на 2 септември 1652 г. в сериозни финансови затруднения.

## Галерия
| Св. Йероним (1644) музей Прадо | Мъченичеството на св. Филип (1639) музей Прадо | Св. Андрей (1634) музей Castagnino | Прометей (1630) |
| ------------------------------ | ---------------------------------------------- | ---------------------------------- | --------------- |
|                                |                                                |                                    |                 |